# 日本ボディビル・フィットネス連盟
公益社団法人日本ボディビル・フィットネス連盟 （にほんボディビル・フィットネスれんめい、JBBF、英: Japan Bodybuilding &
Fitness Federation）は、日本最大のボディビルの国内競技連盟。旧所管は文部科学省。日本オリンピック委員会（JOC）加盟団体。

## 歴史
- 1955年12月9日 - 前身の日本ボディビル協会設立。会長は厚生大臣の川崎秀二。
- 1956年1月14日 - 初の全国大会「ミスター日本ボディビルコンテスト」開催。
- 1965年 - 関西を拠点にしていた全日本ボディビル協会と統合し、各都道府県に県協会を設立し全国組織となる。
- 1982年 - 社団法人日本ボディビル連盟に改称。国際ボデイビル連盟 (IFBB) に正式加盟。
- 1983年 - 女性の日本大会「ミス日本コンテスト」を初めて開催。
- 1992年1月7日 - 文部省から社団法人に正式認定。
- 2013年4月1日 - 公益社団法人に組織を移行し、名称を日本ボディビル・フィットネス連盟へ改称した[2]。

## 加盟クラブ制度
JBBFが開催する大会に出場するためには選手登録が必要であり、登録資格としてJBBFに加盟しているクラブ（ジム）に6か月以上所属していることが一つの条件となっている。このため、クラブそのものが少ない地方では選手登録が困難である。

## ドーピングへの対応
JBBFはドーピング（禁止薬物使用）について厳格な対応を取っており、大会においてドーピングが認められた選手は、厳しい処分を下す。

## ほかのボディビル団体との関係

### 日本国内
JBBF以外の団体としては2024年現在、NPO法人日本ボディビルディング連盟（以下NBBF, Nippon BodyBuilding Federation）、学生ボディビル連盟（以下学連）がある。
JBBFでは、国内の他団体が開催する大会への出場を禁止している。これに違反すると、1回目はその後2年間ないし5年間の出場停止となり、2回目で永久追放となる。ただし、出場停止・永久追放中であっても連盟理事会の承認があれば、処分の軽減や猶予することもある。
2024年現在、NBBFと学連もJBBFと同様に他団体の大会への出場を禁止しており、ボディビル競技に関しては「掛け持ち」はほぼ不可能である。

### 海外
IFBBとの繋がりがある日本唯一の組織で、IFBB世界ボディビル選手権（Mr.ユニバース）にも多数の選手を派遣している実績がある。

## 主な主催大会
- 日本男子ボディビル選手権大会
- 日本女子フィジーク選手権大会
- JBBF FITNESS JAPAN GRAND CHAMPIONSHIPS
- 日本クラス別選手権大会（男子ボディビル・女子フィジーク）
- 日本マスターズ選手権大会（男子ボディビル・女子フィジーク）
- ALL JAPAN FITNESS CHAMPIONSHIPS
- 日本クラシックボディビル選手権大会
- 日本クラシックフィジーク選手権大会
- ジャパンオープン選手権大会
- JOCジュニアオリンピックカップ 日本ジュニア男子ボディビル選手権
- オールジャパンジュニアフィットネスチャンピオンシップス
- 全国高校生男子ボディビル選手権大会
- 全国高校生メンズフィジークチャンピオンシップス
- SPORTEC CUP

## TV出演
- 宇宙一せまい授業!（あっ!とおどろく放送局 - 2008年、玉利齊会長）
- 関口宏の昭和青春グラフティ（BS-TBS - 2011年、玉利齊会長）